# Jorge Schneider
Jorge Enrique Schneider (Leipzig, 1846 - Santiago de Chile, 1904), nacido Jörg Heinrich Schneider fue un académico, filósofo e influyente psicólogo alemán que integró el primer cuerpo docente del Instituto Pedagógico de la Universidad de Chile (actual Universidad Metropolitana de Ciencias de la Educación).

## Estudios
Obtuvo a la de veinte años el diploma de maestro de escuela, y prosiguió adelante sus estudios pedagógicos hasta obtener en 1868 el permiso para ejercer la educación primaria. Estudió luego Filosofía en la Universidad de Jena y Pedagogía en la Universidad de Leipzig. Una vez egresó dio clases en su alma mater y en Nápoles mientras realizaba su doctorado en Filosofía.
A fines del siglo XIX, el Dr. Schneider es contactado por el chileno Guillermo Mann para construir las bases del Instituto Pedagógico, y se le otoroga la cátedra de Filosofía y la de Pedagogía. Dos años más tarde es designado por el ministro de educación Domingo Amunátegui como rector del Liceo de Aplicación.

## Psicología experimental
Sus obras Voluntad Humana (Leipzig, 1880) y Voluntad Animal (Berlín, 1882) fueron fundamentales para la Psicología Experimental a nivel mundial. El mismo Mann luego formaría el primer Laboratorio de Psicología en el Instituto Pedagógico influenciado por el alemán.

...su obra, en especial Voluntad Humana y Voluntad Animal han contribuido en gran manera a la psicología general y sobre todo la psicología animal
Wundt

## Obra
- La voluntad humana (Leipzig, 1880)
- La voluntad animal (Berlín, 1882)
- Placer y dolor (Stuttgart, 1883)
- Estudio experimental sobre el instinto de las palomas mensajeras
- La discriminación
- La causa psiquica de los fenómenos del hipnotismo
- La causa del contraste psíquico
- Por qué distinguimos mejor las cosas cuando se mueven que cuando están fijas